# Bota de Oro 2007-08

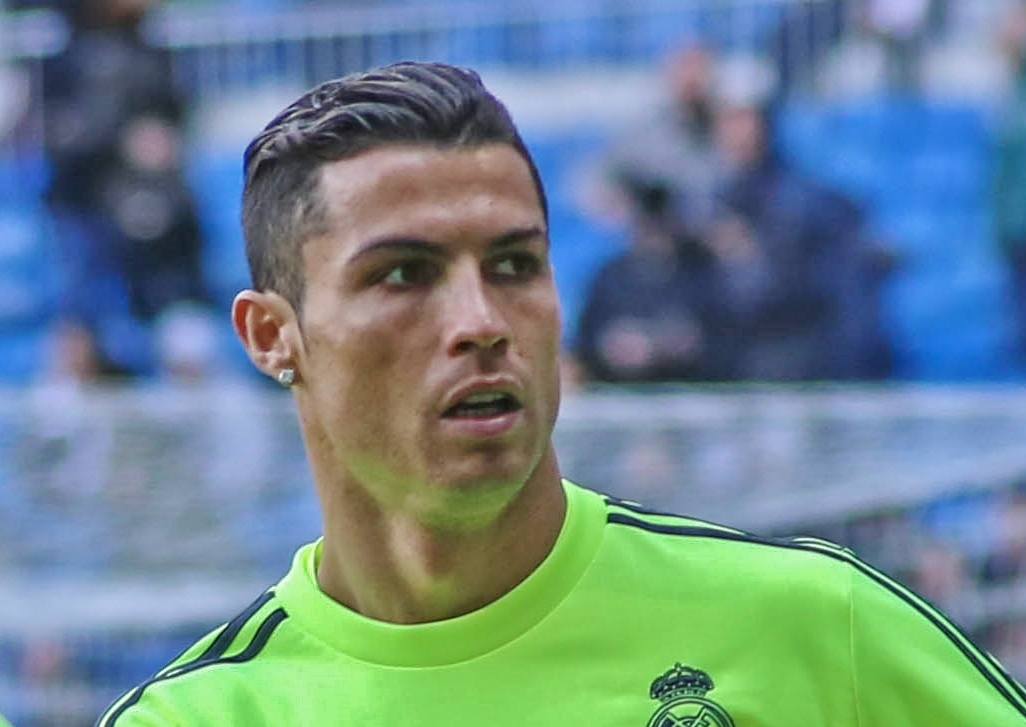
Cristiano Ronaldo fue el ganador de la temporada 2007-08

La Bota de Oro 2007-08 fue un premio deportivo otorgado por la European Sports Media, asociación europea de publicaciones de fútbol quien se encarga de entregar el premio de acuerdo con un sistema de puntos ponderado.
El portugués Cristiano Ronaldo, jugador del Manchester United FC, fue seleccionado como el máximo goleador de las grandes ligas de Europa.
Este fue el primer reconocimiento para el portugués, quien en ese momento era jugador del Manchester United de Inglaterra. La edición anterior la había conseguido el italiano Francesco Totti, quien jugaba para la Associazione Sportiva Roma.

## Criterio
Para seleccionar al máximo artillero o goleador de las grandes ligas europeas se tuvo en cuenta la cantidad de goles anotados por los futbolistas durante toda la temporada 2007-08, únicamente en competición doméstica o local, sin contabilizar las de otras copas o competiciones. Para entonces se otorgaban 2 puntos a los goles anotados en las ligas primeros cinco ligas más competitivas, entre ellas, Alemania, Francia, Inglaterra, Italia y España, teniendo en cuenta los coeficientes UEFA.
El listado contempló a todos los futbolistas que participaron en competiciones europeas domésticas o locales, sin importar la nacionalidad.

## Ganador
El portugués y jugador de la selección de Portugal, Cristiano Ronaldo, fue finalmente el vencedor de la temporada 2007-08, después de conseguir 31 goles en la Premier League. En un segundo lugar quedó Daniel Güiza, quien jugaba para el Real Club Deportivo Mallorca y alcanzó 27 anotaciones.
Güiza logró 54 puntos por sus anotaciones en la Primera División de España. El neerlandés Klaas-Jan Huntelaar, quien jugaba para el Ajax de Ámsterdam terminó en la tercera posición con 34 goles; Huntelaar, quien anotó más goles, terminó en dicha posición debido a que el campeonato en Países Bajos solo otorga 1,5 puntos por tanto marcado. La cuarta posición fue compartida por hasta cuatro futbolistas: Emmanuel Adebayor, Luis Fabiano, Luca Toni y Fernando Torres, todos con 24 anotaciones y un puntaje final de 48.
La bota de Oro conseguida por el portugués le acreditaba como máximo goleador de las ligas europeas de fútbol. Esta fue su primera bota de Oro.

### Ranking final
| Posición | Futbolista          | Club                  | Campeonato     | Goles | Puntaje |
| -------- | ------------------- | --------------------- | -------------- | ----- | ------- |
| 1        | Cristiano Ronaldo   | Manchester United FC  | Premier League | 31    | 100     |
| 2        | Daniel Güiza        | Mallorca              | La Liga        | 27    | 54      |
| 3        | Klaas-Jan Huntelaar | Ajax de Ámsterdam     | Eredivisie     | 34    | 51      |
| 4        | Emmanuel Adebayor   | Arsenal FC            | Premier League | 24    | 48      |
| 4        | Luis Fabiano        | Sevilla F. C.         | La Liga        | 24    | 48      |
| 4        | Luca Toni           | F.C. Bayern de Múnich | Bundesliga     | 24    | 48      |
| 4        | Fernando Torres     | Liverpool FC          | Premier League | 24    | 48      |